# La Barre-de-Monts
La Barre-de-Monts – miejscowość i gmina we Francji, w regionie Kraj Loary, w departamencie Wandea.
Według danych na rok 1990 gminę zamieszkiwało 1727 osób, a gęstość zaludnienia wynosiła 62 osób/km² (wśród 1504 gmin Kraju Loary La Barre-de-Monts plasuje się na 352. miejscu pod względem liczby ludności, natomiast pod względem powierzchni na miejscu 331.).